# 穹廬下的魔女
《穹廬下的魔女》是Tomato Soup創作的日本漫畫。自2021年9月25日起於網絡漫畫網站《Souffle》（秋田書店）開始連載。改編電視動畫預定於2026年播出。

## 概要
以蒙古帝國第二代皇帝元太宗窩闊台的第六皇后脫列哥那的近侍法蒂瑪為題材的漫畫作品。該作品於2023年的《這本漫畫真厲害！》女生篇中獲得第一名。這是歷史題材的漫畫首次在該排行榜上獲得第一名。

## 劇情
十三世紀，幼小的奴隸希塔拉在伊朗東部城市圖斯被奴隸商委託給一個學者輩出的家族進行教育。希塔拉起初試圖逃跑，但她被教導了知識的重要性，希塔拉在這裡被女主人法蒂瑪視為女兒般的寵愛，並學習了歐幾里得的《幾何原本》等諸多知識。
家族的繼承人穆罕默德為了研究學問而前往內沙布爾後8年，圖斯遭到蒙古人的襲擊。希塔拉被拖雷的軍隊俘虜，法蒂瑪為了保護希塔拉而被殺害。此外，《幾何原本》也被搶走了。
被帶到蒙古的希塔拉開始思考對蒙古的復仇。

## 登場人物
希塔拉（Setâre）
奴隷少女。希塔拉是波斯语中「星」的意思。希塔拉在法蒂瑪的家中度過了八年，她本以為這樣的生活將會一直繼續下去，但是蒙古人的襲擊使她的生活發生了巨大變化。
希塔拉被要求向皇族解說《幾何原本》，借此機會融入蒙古皇族，並開始思考復仇。
為了能融入皇族，擁有良好的出身更為理想，所以根據希雷的建議，從此以主人的名字「法蒂瑪」自稱。
法蒂瑪（Fatima）
希塔拉的主人，出身於學者世家。認為追求知識是伊斯蘭教徒的聖訓，因此即使是來自奴隸商的請求，也會對身為奴隸的希塔拉進行教育。
儘管是奴隸，但她像愛自己女兒一樣愛護希塔拉，最終為了保護她而被蒙古士兵所殺。
穆罕默德（Muhammad）
購買希塔拉的家族的繼承人，與希塔拉年齡相近。聰明伶俐，在希塔拉剛來到家中時用簡顯的方式讓她理解了知識的重要性。在希塔拉來到半年後對於保守的神學講義感到厭倦，為了研究學問，前往內沙布爾留學。
在離家時，要求希塔拉負責朗讀自己寄回的家書來勉勵她學習，對希塔拉日後的人生產生重大影響的《幾何原本》也是依他信件中的要求研讀的。儘管實際相處時間很短，但一直是希塔拉憧憬與心懷好感的對象。然而，由於內沙布爾遭到蒙古軍屠城，目前生死不明。
希雷（Shera）
撒馬爾罕出身。被蒙古人俘虜後，拼命學習蒙古語，主動擔任翻譯的任務，以避免被派往前線。同時，他也希望在蒙古帝國中能出人頭地。
拖雷（Tolui）
蒙古的將軍。元太祖成吉思汗的嫡幼子（主灶，斡赤斤），從圖斯開始，征服了中東的各個城市。他擁有優秀的武勇，對親友豪爽且率直，但對異族卻十分傲慢且殘忍，並認為世上的一切都是其父的所有物。對知識並不感興趣，他奪取法蒂瑪家的《幾何原本》，並非因為自己想要，而是因為其正妃唆魯和帖尼的希望。根據蒙古的「幼子守灶」慣例，被視為應繼承成吉思汗一切的人選。然而，他遵循成吉思汗的遺言，將可汗的位子讓給了兄長窩闊台。
唆魯和帖尼（Sorghaghtani Beki）
拖雷的正妃。能夠解說《幾何原本》的希塔拉被派到唆魯和帖尼那裡服侍。
是一名理解世界的遼闊與知識的重要性的聰慧女性，希望將《幾何原本》等知識等引入草原與年輕的蒙古帝國。然而，當她毫無惡意地表達這種願望時，卻讓希塔拉開始更強烈地渴望復仇。
鎮海（Chinqai）
畏兀兒人。擔任書記官。希塔拉對此評價為蒙古所需要的賢者。
窝阔台（Ögedei）
元太祖成吉思汗的嫡三子。在成吉思汗駕崩後，遵從其遺言，繼承了可汗的大位。
有著在血氣方剛的蒙古人中獨樹一格的寬厚性格，並且有著打造為暢通貿易網絡的寬闊眼界。推動了商業的發展以及領土內的安全保障等政策，這些是蒙古人之前並未特別重視的。然而，他不受蒙古傳統所束縛的思想並未得到周圍的充分理解。
脱列哥那（Töregene）
元太宗窩闊台的第六皇后。情緒不穩定的女性，被周圍的人視為狂人。
乃蠻出身，過去曾嫁给了蔑兒乞的兀窪思氏的首領答亦兒兀孫。在經歷了蔑兒乞族滅亡的悲劇後，與希塔拉一樣怨恨著蒙古。

## 出版書籍
- Tomato Soup（日语：トマトスープ (漫画家)）《穹廬下的魔女》秋田書店〈Bonita Comics〉，4巻（2024年8月16日）

| 集數 | 秋田書店      | 秋田書店               | 尖端出版      | 尖端出版               |
| 集數 | 發售日期      | ISBN                   | 發售日期      | ISBN                   |
| ---- | ------------- | ---------------------- | ------------- | ---------------------- |
| 1    | 2022年8月16日 | ISBN 978-4-253-26446-4 | 2024年5月16日 | ISBN 978-6-263-77813-9 |
| 2    | 2023年2月23日 | ISBN 978-4-253-26447-1 | 2024年9月10日 | ISBN 978-6-264-03093-9 |
| 3    | 2023年9月14日 | ISBN 978-4-253-26448-8 | 2025年4月17日 | ISBN 978-6-264-03605-4 |
| 4    | 2024年8月16日 | ISBN 978-4-253-26449-5 |               |                        |
| 5    | 2025年4月16日 | ISBN 978-4-253-26450-1 |               |                        |